# Saint-Georges-d'Annebecq
Saint-Georges-d'Annebecq é uma comuna francesa na região administrativa da Normandia, no departamento Orne. Estende-se por uma área de 9,35 km². Em 2010 a comuna tinha 153 habitantes (densidade: 16,4 hab./km²).